# Bates Motel (2.ª temporada)
A segunda temporada de Bates Motel consistiu em 10 episódios e estreou na A&E em 3 de março de 2014. A temporada foi ao ar às segundas-feiras às 21h. Foi concluída em 5 de maio de 2014. A série em si é descrita como uma "prequela contemporânea" do filme Psycho, de 1960, e segue a vida de Norman Bates e sua mãe Norma na cidade fictícia de White Pine Bay, Oregon, antes dos eventos retratados no filme de Alfred Hitchcock.
A temporada recebeu críticas positivas de críticos de televisão, e o episódio de estréia atraiu um total de 3,07 milhões de espectadores. Bates Motel foi renovada para uma terceira temporada depois que cinco episódios da segunda temporada foram ao ar. Por sua atuação como Norma Louise Bates, Vera Farmiga recebeu indicações para o Critics' Choice Television Award de Melhor Atriz em Série Dramática e o Saturn Award de 2014 para Melhor Atriz na Televisão. A temporada foi lançada em Blu-ray e DVD em 7 de outubro de 2014.

## Elenco e personagens

### Principal
- Vera Farmiga como Norma Louise Bates
- Freddie Highmore como Norman Bates
- Max Thieriot como Dylan Massett
- Olivia Cooke como Emma Decody
- Nicola Peltz como Bradley Martin
- Nestor Carbonell como Alex Romero

### Recorrente
- Michael O'Neill como Nick Ford
- Michael Eklund como Zane Morgan
- Ian Tracey como Remo Wallace
- Paloma Kwiatkowski como Cody Brennan
- Michael Vartan como George Heldens
- Rebecca Creskoff como Christine Heldens
- Kathleen Robertson como Jodi Morgan
- Keenan Tracey como Gunner
- Kenny Johnson como Caleb Calhoun
- Matthew Mandzij como Deputy Jeffcoat
- Michael Rogers como Jimmy Brennan
- Francis X. McCarthy como Declan Rogers
- Agam Darshi como Deputy Patty Lin
- Aliyah O'Brien como Regina

### Participação
- Robert Moloney como Lee Berman
- Vincent Gale como Gil Turner
- Gillian Barber como Dra. Helen Ginsberg
- Richard Harmon como Richard Sylmore
- Lini Evans como Amelia Martin
- Brendan Fletcher como Kyle Miller
- Veena Sood como Dra. Elizabeth J. Schaefer
- Sarah Grey como Norma Bates (jovem)
- Andrew Airlie como Prefeito Rob Woodriff
- John Cassini como Max Borowitz
- Keegan Connor Tracy como Srta. Blaire Watson

## Produção

### Casting
Para a segunda temporada, Nestor Carbonell, que retratou o xerife Alex Romero durante a primeira temporada, foi promovido para um membro regular da série. Em 23 de julho de 2013, Michael Vartan foi escalado para o papel recorrente de George Heldens, um divorciado de 40 e poucos anos e um interesse amoroso de Norma. No mesmo dia, Kenny Johnson se juntou ao elenco recorrente como o irmão separado de Norma, Caleb Calhoun, e Rebecca Creskoff foi escalada como Christine Heldens, uma mulher da sociedade de White Pine Bay e irmã de George, que faz amizade com Norma. No dia seguinte, Michael Eklund foi escalado como Zane Morgan, um jogador de nível superior no negócio das drogas. Em 13 de agosto de 2013, Kathleen Robertson foi escalada para retornar como Jodi Morgan, irmã de Zane, descrita pela primeira vez como "uma empresária inteligente e sexy". No dia seguinte, Michael O'Neill se juntou ao elenco como Nick Ford, o maior vilão da temporada.

### Filmagens
No início da primeira temporada, uma réplica do set original do Bates Motel do filme Psycho foi construída no local em Aldergrove, Colúmbia Britânica na 272ª Street, onde a série é filmada. As filmagens principais para a segunda temporada começou em 24 de julho de 2013.

## Episódios
| N.º geral | N.º na temp. | Título                                                         | Dirigido por       | Escrito por                  | Exibição original   | Audiência (milhões) |
| --- | ------------ | -------------------------------------------------------------- | ------------------ | ---------------------------- | ------------------- | ------------------- |
| 11 | 1            | "Gone But Not Forgotten" "(Terminado, Mas Não Esquecido)" (BR) | Tucker Gates       | Carlton Cuse & Kerry Ehrin   | 3 de março de 2014  | 3.07                |
| A família Bates vai ao funeral de Blair Watson, após o qual Bradley deprimida tenta o suicídio. Quatro meses depois, o motel tornou-se um ponto quente para os turistas. Norma está preocupado com Norman, que passa seu tempo praticando taxidermia e obcecado com a senhorita Watson e seu assassinato não solucionado, incluindo visitas frequentes ao seu túmulo. Em uma visita ao cemitério, Norman vê um homem mais velho na sepultura da senhorita Watson e tira uma foto dele, assumindo que ele poderia ser o assassino da senhorita Watson. Ele mostra a foto para o Sheriff Romero, que aproveita a oportunidade para pedir a Norman sobre o seu paradeiro na noite de seu assassinato. Quando Norman oferece para enviar-lhe a foto, ele não mostra nenhum interesse. O sucesso do motel está em perigo quando a construção do novo desvio na estrada começa. Dylan descobre que o pai de Bradley estava traindo com a senhorita Watson, e que Gil, seu namorado, provavelmente o matou quando descobriu seu caso. Dylan diz isso para Bradley, que, em seguida, assassina Gil e foge para casa de Norman, pedindo sua ajuda. |              |                                                                |                    |                              |                     |                     |
| 12 | 2            | "Shadow of a Doubt" "(Sombra de Dúvida)" (BR)                  | Tucker Gates       | Kerry Ehrin                  | 10 de março de 2014 | 2.22                |
| Norman esconde Bradley no porão da casa, onde ela confessa a morte de Gil. Enquanto isso, Romero se encontra com um homem mais velho no cemitério. Ele acaba por ser Nick Ford, o pai da senhorita Watson e o chefe de uma família de drogas que controla o cultivo de maconha e atacado em White Pine Bay. Ford garante para Romero que sua família não tem nada a ver com o assassinato de Gil. Zane Morgan, o novo chefe do tráfico de Dylan, suspeita que uma família de drogas adversária em uma cidade próxima possa ter matado Gil. Um drogado chamado Kyle Miller é preso depois que seu sêmen foi encontrado dentro da senhorita Watson, mas uma outra amostra de sêmen não identificada é encontrada também. Para se relacionar melhor com Norman, Norma assina-los para o musical da comunidade. Um problema surge quando, ao mesmo tempo, Norman é suposto ser a condução de Bradley a uma paragem de autocarro para ela fugir da cidade, ele agora tem que estar em um ensaio. Portanto, Norman tem Dylan para levá-la em seu lugar. Enquanto isso, o irmão de Norma, Caleb, chega à cidade procurando o Bates Motel. |              |                                                                |                    |                              |                     |                     |
| 13 | 3            | "Caleb" "(Caleb)" (BR)                                         | Lodge Kerrigan     | Alexandra Cunningham         | 17 de março de 2014 | 1.85                |
| Emma mostra para Norman um jornal afirmando que a polícia tem roupas descobertas e uma nota de suicídio que pertence a Bradley, que agora é dada como morta. Caleb chega ao motel pedindo a Norma; ele se apresenta para Dylan, que diz que Norma nunca mencionou que tinha um irmão. Ao voltar para casa, Norma joga imediatamente Caleb para fora. Enquanto isso, Norma se torna amiga de Christine, a ex-diretora do musical da comunidade, e também atende o irmão de Christine, George. Norman faz uma nova namorada no teatro da comunidade, chamado Cody Brennan. Caleb faz amizade com Dylan e diz que ele ajudou a proteger Norma de seu pai abusivo. Dylan, em seguida, defende-o a Norma, mas ela afirma que ele repetidamente a estuprava por anos durante sua infância. A discussão se transforma em uma luta entre Norman e Dylan, até que Norma intervém em última análise, revelando que Caleb é o pai biológico de Dylan. |              |                                                                |                    |                              |                     |                     |
| 14 | 4            | "Check-Out" "(Check-Out)" (BR)                                 | John David Coles   | Liz Tigelaar                 | 24 de março de 2014 | 2.23                |
| A revelação de Norma afeta profundamente a si mesma e Dylan, que é encontrado inconsciente em seu caminhão por Emma. Norma vai para o motel em que Caleb está, na tentativa de falar com ele, mas não consegue coragem de fazê-lo e emocionado, se afasta. Mais tarde, com raiva, mágoa e quebrado Dylan acusa Norma de usar a sua concepção para ficar longe de sua família; se casar jovem com seu namorado do ensino médio e fazendo-o pensar que Dylan era o seu filho. A suposição de Dylan acaba por ser correta. Enquanto isso, a imaginação de Norman de estupro de sua mãe por Caleb coloca-lo em um transe em branco e leva-o para quarto de motel de Caleb. Sua psique fraturada faz com que ele va para o quarto de Caleb em persona de Norma. Caleb bate em Norman e sai da sala de motel. Cody pega Norman, que finalmente sai de seu transe, mas não se lembra de nada. |              |                                                                |                    |                              |                     |                     |
| 15 | 5            | "The Escape Artist" "(Especialista em Fugas)" (BR)             | Christopher Nelson | Nikki Toscano                | 31 de março de 2014 | 2.27                |
| Norman admite para Cody já ter tido um "apagão" no passado. No dia seguinte, Norma atende Cody quando ela pára para pegar Norman. Ela o leva para uma casa na árvore, onde os dois fazem sexo. Enquanto isso, o Sheriff Romero passa a residir no motel após Zane ter sua casa incendiada; mais tarde ele encontra Zane, bate nele e ameaça destruir o seu negócio. Emma confia em Norma sobre a perda de sua virgindade depois que ela começa a namorar casualmente com um hóspede de motel, Gunner. Romero adverte para Norma sobre Nick Ford, a quem ela espera que ajude a parar iniciativa do desvio da estrada no conselho da cidade, que, se derem o sinal verde para a construção dela, irá afetar negativamente o motel. Mais tarde, Norma descobre que um dos vereadores morreu em um acidente de carro misterioso. Dylan protege Zane a partir de um tiroteio e acaba no hospital, onde conhece seu novo chefe do tráfico, a irmã de Zane Jodi. |              |                                                                |                    |                              |                     |                     |
| 16 | 6            | "Plunge" "(Mergulho)" (BR)                                     | Ed Bianchi         | Kerry Ehrin                  | 7 de abril de 2014  | 2.24                |
| Jodi leva Dylan a sua casa para ajudá-lo a recuperar de seus ferimentos. Depois de se distanciar de Nick Ford, Norma é encorajada por Christine para se reunir com o prefeito para o local do conselho da cidade. Enquanto isso, Cody convida Norman, Emma e Gunner para ir nadar no rio, mas Emma quase se afoga depois de saltar para a água fria. Norman desmaia enquanto está com Cody. Preocupado com Norman, Cody diz a Emma sobre ele, que, em seguida, informa a Norma. Apenas quando Norman está prestes a tomar o seu teste de carteira de motorista, Norma revela ao instrutor sobre os apagões físicos de Norman. Zangado, Norman confronta Cody por trair a sua confiança para manter seus problemas para si mesmos. Sua discussão acalorada acorda seu pai, que se torna abusivo com ela. Quando ele briga com seu pai, Norman empurra-o por um lance de escadas para seu porão, quebrando seu pescoço e matá-lo. |              |                                                                |                    |                              |                     |                     |
| 17 | 7            | "Presumed Innocent" "(Presunção de Inocência)" (BR)            | Roxann Dawson      | Alexandra Cunningham         | 14 de abril de 2014 | 2.44                |
| Norma, como uma nova membra do conselho, chega na prefeitura da cidade, onde é mostrado seu escritório e encontra o vereador Max Borowitz. O Sheriff Romero chega para informar à Norma da morte de Jimmy Brennan e leva-la para a delegacia. Norman é questionado sobre o incidente, e seu DNA é levado para processamento. Norma encontra Cody no banheiro da estação, e implora que ela não revele à polícia que Norman sofre com apagões. Cody, agora órfã, deixa vai para Indiana para viver com a tia. Antes que ela vá, ela diz a Norman que Norma está escondendo alguma coisa dele e ele deve obter respostas dela. Norman é liberado da custódia quando a morte do pai de Cody é apontada como um acidente, mas Romero diz que o DNA de Norman combina com o sêmen encontrado no corpo da senhorita Watson. Zane invade o armazém de Nick Ford, onde Dylan é deixado inconsciente por se recusar a participar. |              |                                                                |                    |                              |                     |                     |
| 18 | 8            | "Meltdown" "(Colapso)" (BR)                                    | Ed Bianchi         | Liz Tigelaar & Nikki Toscano | 21 de abril de 2014 | 2.10                |
| O Sheriff Romero se torna suspeito de Norman depois de descobrir sobre sua conexão com Blair Watson. Norman começa a distanciar-se de Norma sobre sua recusa a falar sobre seus apagões ou estado mental. Nick Ford chega ao motel para obter Norma para marcar uma reunião para ele com Dylan; ela informa-o de seu afastamento e ele a encoraja a entrar em contato. Ford visita os Bates novamente e intimida Norma, lembrando-a de que ela está em dívida com ele para obter-lhe um assento no conselho da cidade. Dylan finalmente encontra com Ford, que sugere matar Zane ou a família Bates estará em perigo. Norman confronta Norma e grita que seu relacionamento mudou e nunca mais será o mesmo. Em retaliação, Norma sai e faz sexo com George. Romero diz a Norman que Kyle Miller foi condenado por assassinar a senhorita Watson, e tenta recuperar a verdade dos acontecimentos daquela noite, mas Norman foge. Depois, Norman é raptado por um intruso. |              |                                                                |                    |                              |                     |                     |
| 19 | 9            | "The Box" "(A Caixa)" (BR)                                     | Tucker Gates       | Carlton Cuse & Kerry Ehrin   | 28 de abril de 2014 | 2.25                |
| Norma volta para casa e encontra Norman desaparecido. Ela verifica o motel onde ela encontra Emma, que está irritada que ela é sempre deixada de fora dos assuntos da família. Os capangas de Nick Ford mantém Norman sob tortura em um campo. Ford diz Norma que ele vai deixar Norman ir se Dylan matar Zane; se não, Norman morre. Preso em um lugar confinado, a sanidade de Norman desliza, levando-o a imaginar sua mãe dizendo que ela irá protegê-lo. Ele também lembra o que aconteceu durante a sua apagão na casa da senhorita Watson: é revelado que ele cortou a garganta da senhorita Watson, tendo relações sexuais com ela. Dylan, incapaz de matar Zane, relata a Ford. Temendo por sua vida, Dylan inadvertidamente mata Ford antes de saber a localização de Norman. Enquanto isso, o Sheriff Romero reúne-se com uma poligrafista sobre a possibilidade de realização de um teste em Norman. Romero informa a Norma que seu filho teve relações sexuais com a senhorita Watson, na noite em que ela morreu, antes de Norma dizer a ele que Ford raptou Norman. |              |                                                                |                    |                              |                     |                     |
| 20 | 10           | "The Immutable Truth" "(Verdade Imutável)" (BR)                | Tucker Gates       | Carlton Cuse & Kerry Ehrin   | 5 de maio de 2014   | 2.30                |
| Na casa de Nick Ford, Romero encontra-o morto e um de seus capangas esvaziando o cofre. Ele convence o homem a revelar a localização de Norman, e Romero e Dylan encontram e resgatar Norman. No hospital, Norman fraco diz a sua mãe sobre o seu "sonho" de matar Blair Watson. Ela diz a ele para descansar e não pensar ou dizer a ninguém. Romero insiste em colocar Norman no detector de mentiras. Em casa, Norman prepara uma lista de coisas para depois completar - arrumando seu hobby de taxidermia, dizendo a Emma sobre o estupro de Norma e a paternidade de Dylan, e dançando com sua mãe. Norman pega uma arma e balas da gaveta de sua mãe. No rescaldo da morte de Nick Ford, Jodi - convencido por Romero - convida seu irmão Zane a sua casa para falar sobre o futuro de seus negócios. Eles têm um argumento, e Zane mata. Romero entra e atira morta Zane. Romero dá para Dylan um passe livre e diz-lhe como a história vai ser. Norma encontra Norman vagando na floresta com uma arma e ela é capaz de convencê-lo a não se matar. Querendo fugir do país, com seus filhos, ela finalmente, permite o polígrafo, em que Norman é perguntado se ele matou Blair Watson. A persona de sua mãe emerge novamente e ele responde "não". Norman passa no polígrafo sorrindo para si mesmo. |              |                                                                |                    |                              |                     |                     |

## Recepção

### Resposta da crítica
A segunda temporada de Bates Motel recebeu críticas positivas. Recebeu 67 de 100 do Metacritic, com base em 11 críticas de críticos de televisão, indicando "críticas geralmente favoráveis". O agregador de críticas Rotten Tomatoes relatou que 19 dos 21 críticos deram uma crítica positiva à segunda temporada, com média de 90% da classificação. O consenso do site diz: "Bates Motel" reinventa um thriller clássico com performances críveis e escrituras distintas". Em 7 de abril de 2014, a A&E renovou a série para uma terceira temporada, após críticas positivas e boas classificações após os cinco primeiros episódios.

### Avaliações
O episódio de estreia da temporada atraiu um total de 3,07 milhões de telespectadores, com 1,3 milhão em sintonia com a cobiçada população de 18 a 49 anos. O episódio final da temporada atraiu 2,30 milhões de espectadores, com 0,9 milhões assistindo na demografia 18-49. No geral, a segunda temporada teve uma média de 2,30 milhões de espectadores, com uma participação de 0,9 na classificação demográfica 18-49.